# 9月12日クーデター
9月12日クーデター（くがつじゅうににちクーデター、トルコ語：12 Eylül Darbesi）は、1980年9月12日にトルコ共和国で発生した軍事クーデター。

## 概要
参謀総長のケナン・エヴレンら軍首脳が、1970年代末の政治混乱の終息を標榜して敢行した。
軍部は、全土に戒厳令を発令し、国家安全保障評議会を設立して国政を掌握した。憲法の停止、議会の解散、全政党の解党等の超法規的措置が取られ、治安維持を目的として約65万人が身柄を拘束された。軍事政権は、1982年に新憲法を制定し、クーデターの3年後の1983年に民政移管がされた。
1923年の共和制発足以降、軍が直接行動により文民政府を転覆させたのは、1960年に民主党政権を崩壊させた軍事クーデター以来2度目であり、クーデター後に制定された1982年憲法は、部分的な改訂を経て現在も有効である。

## クーデターの背景
軍事クーデターの発生直前のトルコは、左右の政治対立による政治テロが激化し、3桁に達したインフレ率、慢性化した高失業率を抱え、経済も崩壊寸前の状況であった。これに対して、二大政党の公正党と共和人民党は有効な対策を取れず、政局は行き詰まりの様相を呈していた。
1970年代のトルコ政局は、指導的な政党の出現を抑止するために導入された比例代表制により、多党乱立状態となっており、二大政党の公正党と共和人民党の間で、イスラーム系政党の国民救済党、トルコ民族主義政党の民族主義者行動党等の少数政党がキャスティングボートを握る不安定な状況となっていた。
1977年6月の総選挙では、公正党、共和人民党ともに単独過半数の議席を獲得できず、その後のトルコ政局は、公正党のデミレル と共和人民党のエジェヴィトが、わずか3年間で4度の政権交代を繰り返す不安定な状況となった。両陣営は、政権交代の度に政府要員の大幅な入れ替えを行ったため、行政の停滞を招いた。中でも極右政党である民族主義者行動党は、軍、警察等の治安部門に浸透しており、同党と対立していた学生組織、労働組合等の左翼勢力との間の緊張を高めることになった。
1980年4月には、大統領コルテュルクの任期切れが迫っていたが、議会は6ヶ月間の審議にもかかわらず後任を選出できず、政局は行き詰まりの様相を呈した。
政局の混乱の一方で、左右の過激派組織による政治テロも深刻化しつつあった。経済悪化に伴い、主要労働組合であるトルコ革命的労働組合同盟(Türkiye Devrimci İşçi Sendikaları Konfederasyonu, DİSK)はゼネストを計画しており、学生、労働者の街頭行動が活発化する一方で、右翼過激派組織がこれを襲撃する事件が多発した。民族主義者行動党により牛耳られていた治安機関は右翼過激派の活動を黙認しており、左翼側も警察や右翼組織を襲撃する暴力の応酬がエスカレートしていった。1978年には、クルド人の分離独立を唱えるクルディスタン労働者党が結成され、トルコ東南部でテロ活動を活発化させていた。
政治的暴力による犠牲者の数は、1977年に約230名であったが、1978年に1,000名、1979年には1,500名にエスカレートした。1977年のメーデーでは、イスタンブール中心部のタクスィム広場で開かれた集会に発砲があり35名の犠牲者が出たほか、1978年には、民族主義者行動党の青年組織である「灰色の狼」のメンバーが、宗教的少数派であるアレヴィー派信徒を100名以上虐殺し、13県に戒厳令が発令されるカフラマンマラシュ事件が発生した。
要人の暗殺事件も頻発し、1980年5月には民族主義者行動党の副党首ギュン・サザクが、同年7月には元首相のニハト・エリム、DİSK元議長のケマル・テュルクレルが暗殺された。
イスラーム系政党の国民救済党も、アタテュルク以来の国是である世俗主義原則を公然と否定するようになり、クーデター直前の1980年9月6日には、コンヤでシャリーア体制の樹立を求める大規模な集会を開催した。前年の1979年には隣国イランでイスラーム革命が起きており、体制の守護者を自認する軍部は、宗教勢力の伸張を警戒していた。

## クーデターの勃発と軍事政権の成立

### クーデターの勃発
トルコ社会の混乱を受けて、軍首脳はクーデター計画の立案を1979年の夏ごろから始めており、クーデターの正当性を主張するためにも、政府、議会に対して度重なる警告を行った。軍首脳は1979年12月に、大統領のコルテュルクを通して、国内の諸問題への対応を求める書簡を公正党党首のデミレル、共和人民党党首のエジェヴィトに送っており、1980年5月には、後任大統領を選出できない議会に対しても警告がなされた。1971年には、同様の軍の警告が、内閣を総辞職に追い込んだ経緯があったため（「書簡によるクーデター」）、トルコ国内では、軍事クーデター発生の可能性が広く認識されつつあった。
軍はクーデターの実行を既に決意していたが、クーデターの正当性を国内外にアピールするためにも、治安状況が深刻化し、メディア等から軍の介入を望む声が上がるまで事態を静観していたという指摘もある。軍首脳は、政府、議会による事態改善が見られないこと、9月6日の国民救済党のコンヤ集会開催を口実に、9月12日にクーデターの実行を行った。
1980年9月12日の未明に、軍は行動を開始し、午前4時には議会、政府機関の接収を完了した。4時30分には、参謀総長のエヴレンが国営放送を通して、軍が全権を掌握したことを宣言した。
軍部は、全土に戒厳令を発令し、憲法の停止、議会、政府の解散、政党、労働組合の活動禁止を決定。エヴレンが「国家元首(Devlet Başkanı)」に就任し、参謀総長および陸海空軍司令官、ジャンダルマ司令官で構成される「国家安全保障評議会(Milli Güvenlik Konseyi)」が全権を掌握した。公正党のデミレル内閣は崩壊し、9月21日には、退役海軍将校のビュレント・ウルスを首班とする新内閣が成立した。

### 治安回復
軍政当局は、クーデター前の政治暴力を収束させるために、左右両陣営の主要人物の拘束を始め、およそ65万名が軍により拘束された。このうち、23万名が起訴され、当局のブラックリストに載せられた人物は実に168万3,000名に上ったとされる。
拘束者の大半は左翼活動への関与を疑われた者であり、左翼勢力の拠点とみなされた大学からは、左寄りとみなされた多くの教員が追放された。当局の徹底した取締りの対象となったのは、当局が特に危険視していた、左翼過激派、労働組合、トルコ民族主義者、イスラーム主義者、クルド民族主義者であり、テロ活動を盛んに行っていた左翼過激派組織の「革命の道(Devrimci Yol)」関係者が摘発されたほか、主要労働組合であるDİSKおよび、トルコ労働者党が活動を禁止された。民族主義者行動党、国民救済党関係者も摘発の対象となり、党首のテュルケシ、エルバカンは逮捕、起訴され、政治活動を禁止された。「灰色の狼」メンバーも、過去のテロ行為の疑いで、数百名が逮捕された。また、クルディスタン労働者党も弾圧の対象となり、同党はシリアに拠点を移すことになった。
こうした一連の治安維持活動により、政治テロの発生件数は、クーデター前の90%以下に激減した。被拘束者がかけられた軍事裁判では、およそ3,600件の死刑判決が出され、このうち20件が実際に執行された。一方で、軍の治安維持活動に伴う失踪者は、数千人に達したほか、多くの被拘束者が拷問を受けたことが知られている。こうした軍政期間中に行われた人権侵害は、現在でも明らかになっていない点が多い。

### 新憲法の制定
1981年、軍政当局は、元国際司法裁判所判事のオルハン・アルドゥカチトゥを委員長とする憲法起草委員会を選任し、新憲法草案の作成を開始した。新憲法草案は、1982年7月17日に国家安全保障評議会議長のエヴレンに提出され、若干の修正を経て、1982年11月7日に、国民投票にかけられた。軍政当局が、国民投票の棄権者に対して、向こう5年間の参政権剥奪を行う罰則を設けたこともあり、91.4%の賛成を得て新憲法案は承認された。
新憲法の発効を受けて、憲法の暫定規定に基づき、「国家元首」のエヴレンが、任期7年の大統領職に就任した。軍政の最高機関であった国家安全保障評議会も、大統領府評議会(Cumhurbaşkanlığı Konseyi)に移行した。
新憲法では、大統領、行政府への権限集中がされる一方、言論の自由、労働組合の活動についての制約が強化された。中でも、大統領以下、軍首脳、主要閣僚で構成される「国家安全保障会議(Milli Güvenlik Kurulu)」は、新憲法で権限を大幅に強化され、安全保障だけでなく、政治、社会、文化等の非常に広範囲の政策領域に対する統制を行う機関として位置付けられた。これにより、クーデター後も軍部が合法的に文民政府の活動に介入することが可能になった。
また、新憲法では、教育や言論への統制が随所で制度化された。高等教育を統制する「高等教育機構(Yüksek Öğretim Kurulu)」が憲法上の機関として設立され、各大学の学長が大統領による任命制に改められるなど、クーデター前に左翼活動の拠点とみなされていた大学では、大学自治が大きく後退した。初等教育でも、トルコ革命に関する科目が義務付けられ、「アタテュルク主義 (Atatürkçülük)」と称された国家主義的なナショナリズムの浸透が目指された。また、マスメディアに対しても、憲法上の機関として、「ラジオ・テレビ高等機構(Radio ve Televizyon Üst Kurulu)」が設立され、政府による報道内容の統制が制度化された。また、このほか、クーデター関係者および軍政期間中の諸政策に対する免責事項が、憲法の暫定規定として盛り込まれた。

### 経済政策
軍政下の経済政策は、ウルス内閣で経済担当副首相に任命されたトゥルグト・オザルに一任された。オザルは、クーデター前のデミレル政権期から、総理府長官兼国家計画庁長官代理としてトルコのマクロ経済政策を統括しており、軍首脳との良好な関係を背景に、クーデター前の共和人民党、公正党政権が挫折したIMFの支援による経済政策を、国内世論の反対を押し切って主導した。
オザルは、通貨切り下げ、外資の積極導入、輸出産業の振興、公共部門の民営化に代表される経済改革を実施し、トルコ経済は、クーデター前の危機的状況を脱することができた。こうした一連の経済自由化政策は、1980年代の祖国党政権でも引き継がれた。

## 民政移管
1982年11月の新憲法承認を受け、翌1983年11月6日に総選挙が実施された。軍政当局は、民政移管を前に、全ての旧政党の解散、旧政党幹部の10年間の政治活動禁止、政党新設時の事前審査等の措置を周到に行い、クーデターに対する批判勢力の台頭を押さえ込もうとした。
この結果、11月の総選挙に参加を許されたのは、退役将校のトゥルグト・スナルプを党首とした民族主義者民主党、旧共和人民党右派が設立したネジデト・ジャルプの人民主義党、旧主要政党から参加者を集めたオザルの祖国党の3党のみであった。軍は民族主義者民主党を公然と支援し、有権者に投票を促したが、選挙結果は、民族主義者民主党が得票率23%に留まり敗北した一方、祖国党が45％、人民主義党が30％の票を獲得した。祖国党は、400議席中211議席を獲得し、オザルが首相に選出された。
オザル率いる祖国党政権は、1980年代の総選挙で一貫して議会の単独過半数を抑え、軍部およびクーデター前の旧政治勢力を牽制しつつ、10年以上の長期政権を実現した。

## クーデターに対する評価
1970年代の政治暴力を終息させ、社会・経済の安定をもたらした軍事クーデターは、国民の間で一定の支持を受けた。イラン革命で中東における最大の同盟国を失った米国のカーター政権も、早期の民政移管を前提として、クーデターを黙認した。一方で、欧州共同体（EC）や欧州評議会は、軍政期間中の各種の人権侵害を理由に、資産凍結や代表団引き上げ等の制裁措置を行った。
軍政の影響下で制定された1982年憲法は、軍による政治介入を合法化しており、1997年には、軍部が国家安全保障会議を通して、イスラーム系政党の福祉党に圧力をかけ、同党のエルバカン内閣が転覆させられる事件も発生した（「2月28日過程」）。1980年のクーデターにより形成されたこうした政治体制は、近年のトルコと欧州連合（EU）との間の加盟交渉の中で、加盟国に要求される文民統制の基準に適合しないとしてEU側から批判の対象となっている。
トルコ政府は、こうした批判を受けて、国家安全保障会議や、高等教育機構、ラジオ・テレビ高等機構等の権限縮小や、軍部の影響力の排除を目指した憲法改正を実施しているが、現在でも軍部は政治・社会に対する隠然たる影響力を保持していると指摘されることが多い。